# (8649) Juglans
(8649) Juglans est un astéroïde de la ceinture principale.

## Description
(8649) Juglans est un astéroïde de la ceinture principale. Il fut découvert le 26 septembre 1989 à La Silla par Eric Walter Elst. Il présente une orbite caractérisée par un demi-grand axe de 2,21 UA, une excentricité de 0,11 et une inclinaison de 5,9° par rapport à l'écliptique.

## Compléments